# 더글러스 다이아몬드
더글러스 다이아몬드(Douglas Diamond, 본명: 더글러스 워렌 다이아몬드, Douglas Warren Diamond, 1953년 10월 25일 ~ )는 미국의 경제학자이다. 현재 시카고 대학교 부스 경영대학원에서 재무학 머튼 H. 밀러 특훈교수로 재직하고 있으며 1979년부터 그곳에서 가르쳤다. 다이아몬드는 금융 중개자, 금융위기 및 유동성 연구를 전문으로 한다. 그는 미국 금융 협회(2003) 및 서부 금융 협회(2001-02)의 전 회장이었다.
2022년 10월, 다이아몬드는 벤 버냉키 및 필립 H. 디비그와 함께 노벨 경제 과학상을 수상했다. 이 상은 경제학자들의 "은행과 금융위기에 대한 연구"를 인정받아 수여되었다.
다이아몬드는 금융 위기 및 은행 운영에 대한 연구로 가장 잘 알려져 있으며, 특히 1983년에 발표된 영향력 있는 다이아몬드-디비그 모델과 1984년에 발표된 위임 모니터링의 다이아몬드 모델이다. 2016년에는 혁신적인 정량 부문에서 CME 그룹-MSRI 상을 수상했다.